# Jüdische Winterhilfe
Die Jüdische Winterhilfe war eine Hilfsorganisation jüdischer Gemeinden und Verbände, die durch Spenden und Abgaben von jüdischen Steuerzahlern finanziert wurde,  um Bedürftigen Unterstützung gewähren zu können. Die Jüdische Winterhilfe wurde Ende 1935 gebildet, nachdem das Winterhilfswerk des Deutschen Volkes  die sogenannten Volljuden von allen Leistungen ausgeschlossen hatte.

## Tätigkeit

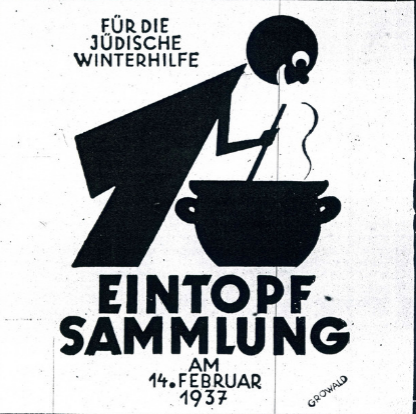
Grafik von Hans Rudolf Growald (1937)

Nachdem im September 1935 die Nürnberger Rassegesetze  Juden als „Angehörige rassefremden Volkstums“ von der NS-Sozialpolitik ausgeschlossen hatten, sollten sie auch nicht mehr am Winterhilfswerk des Deutschen Volkes  (WHW) teilhaben. Nur noch  Jüdische Mischlinge  sowie hilfsbedürftige Familien aus Mischehen  mit „deutschblütigem Haushaltsvorstand“ wurden weiterhin vom WHW unterstützt.
Amtlich zum 30. Oktober 1935 wurde daraufhin die Jüdische Winterhilfe gegründet. Der Leiter des Winterhilfswerks, Erich Hilgenfeldt, überwies als Starthilfe dorthin Spenden und Abgaben aus jüdischen Quellen, die in den Vormonaten auf das Konto des Winterhilfswerks eingegangen waren.
Die Jüdische Winterhilfe erhob gestaffelte Abgaben von jüdischen Steuerpflichtigen und selbständigen Geschäftsleuten, warb um Spenden, veranstaltete Sammlungen bei Eintopfsonntagen und rief zu einer Chanukka-Pfundspende auf. Zwei Drittel der Einnahmen stammten aus den Pflichtabgaben, nämlich 10 % der Lohnsteuer, 8 % der Vermögensteuer und monatlich 1 % der veranlagten Einkommensteuer.
Nach den Rechenschaftsberichten wurden damit 1935/36 im ganzen Reich 3,6 Millionen Reichsmark eingesammelt. Für den Hamburger Bereich wurden folgenden Einnahmen erzielt:
- 1935/36        242.400  RM
- 1936/37        228.000  RM
- 1937/38        216.700  RM
- 1938/39        102.300  RM
- 1939/40          48.400  RM
- 1940/41          74.000  RM

Die Jüdische Winterhilfe registrierte 1936/37 genau 82.818 bedürftige Personen, darunter etwa 35 % in Berlin. Sie erhielten Lebensmittel, Brennmaterial oder Kleidung zugeteilt. Zusätzlich gab es mancherorts preisgünstige Mahlzeiten in Wohlfahrtsküchen der Jüdischen Winterhilfe.
1939 wurde die Jüdische Winterhilfe, die von zahlreichen freiwilligen Helfern und nur wenigen bezahlten hauptamtlichen Angestellten betrieben wurde, organisatorisch der Reichsvereinigung der Juden in Deutschland unterstellt und im Juni des Jahres 1943 mit dieser zusammen aufgelöst.